# Crown

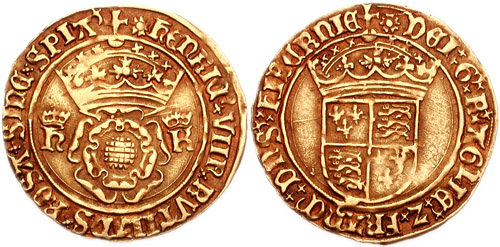
Awers i rewers korony Henryka VIII

Korona (ang. Crown) wcześniej zwana koroną podwójnej róży (ang. Crown of the double rose) – brytyjska jednostka monetarna o wartości 5 szylingów, wprowadzona przez reformę monetarną króla Henryka VIII; w obiegu w latach 1526–1965.
Pierwsze monety były bite ze złota, zaś pierwsze srebrne pojawiły się za rządów Edwarda VI.

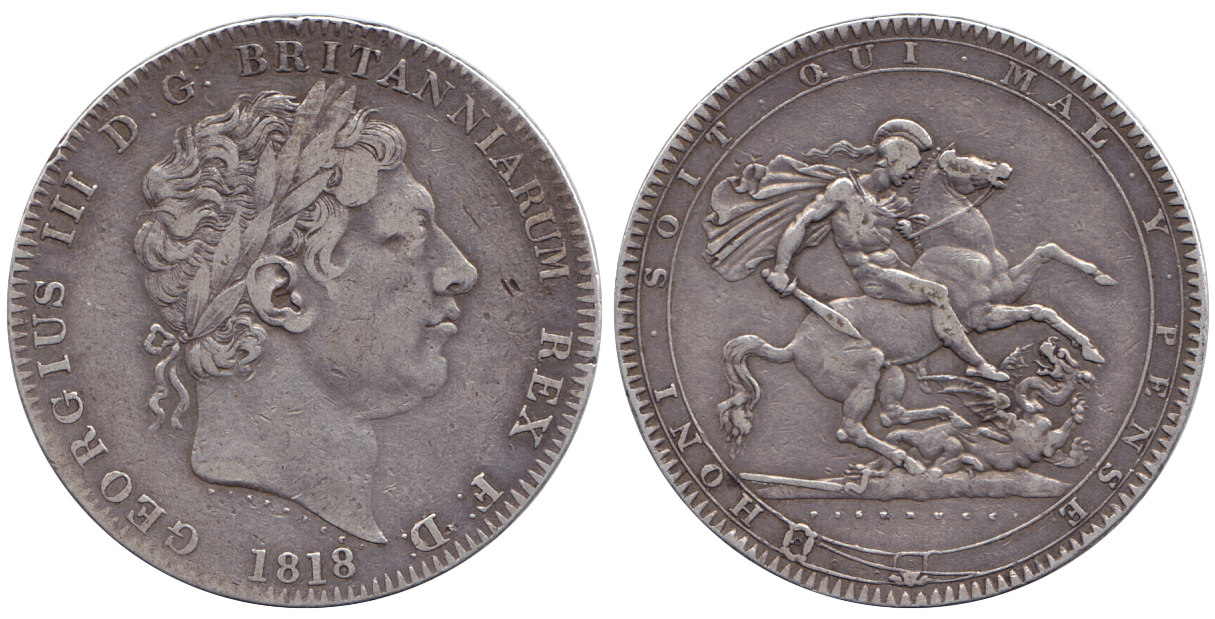
Korona Jerzy III, 1818

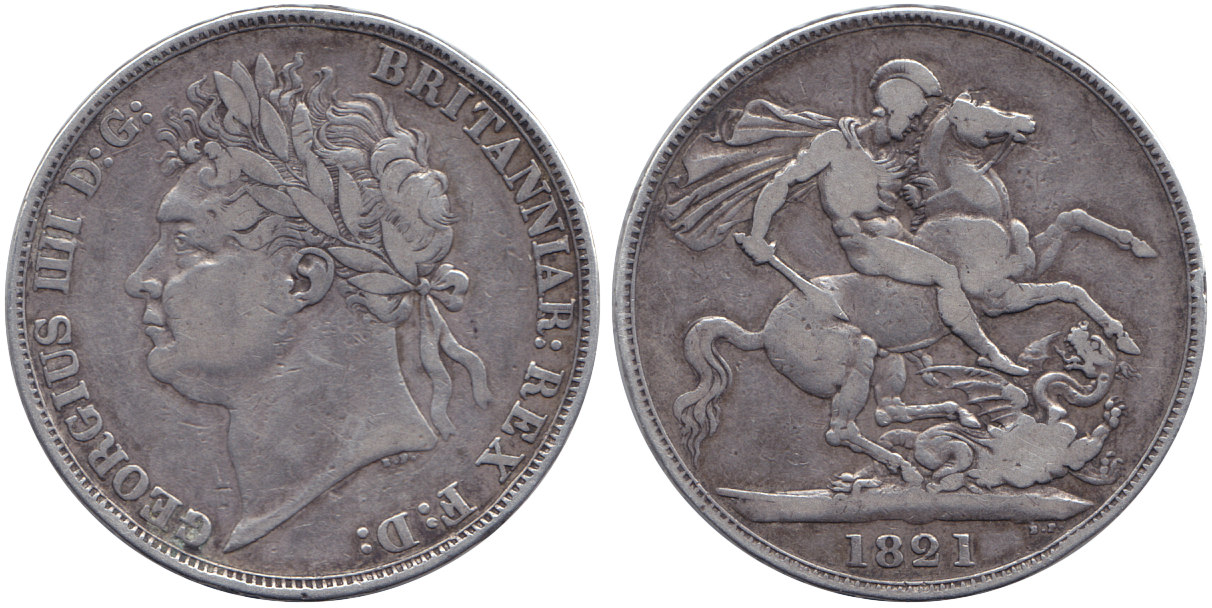
Korona Jerzy IV, 1821

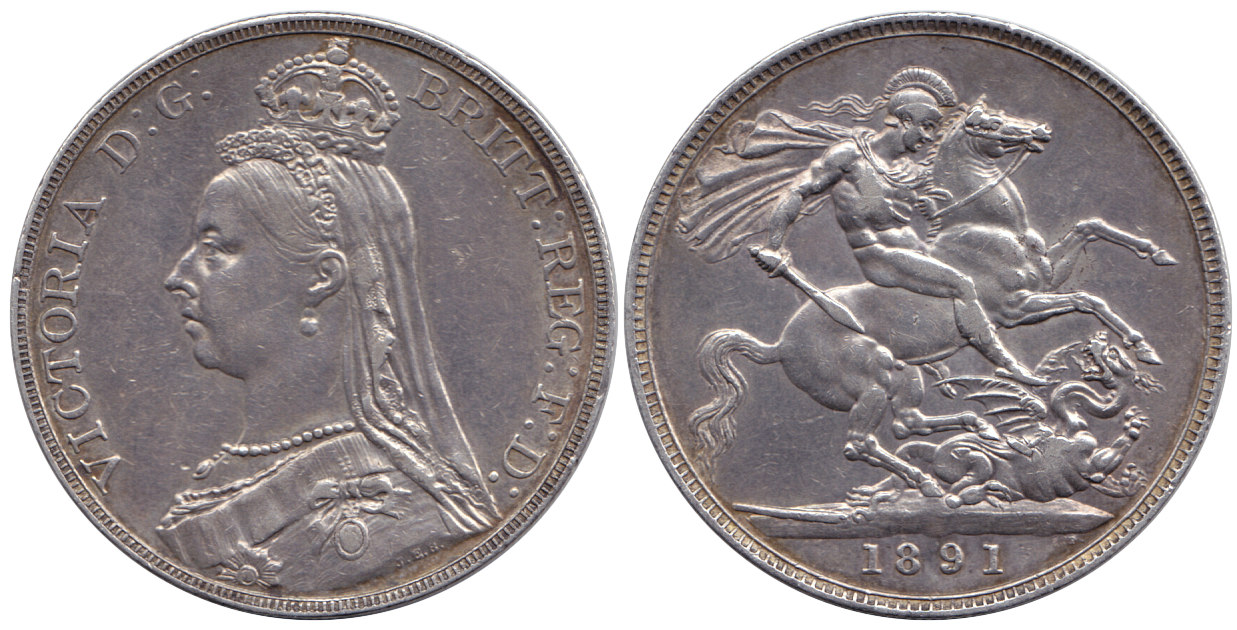
Korona królowej Wiktorii, 1891

## Historia
Bite przez wszystkich monarchów, od Elżbiety I do Elżbiety II. Gothic królowej Wiktorii z 1847 roku (wybito zaledwie 8000 dla uczczenia neogotyku w architekturze), również jest zaliczany w poczet koron.
Korona była dużą monetą, która nie najlepiej funkcjonowała na rynku, jednakże była bita na okazję koronacji nowego władcy (co potwierdza się od panowania Jerzego IV).
"Oplecione" korony Jerzego V były bite w małych ilościach między 1927 a 1936, miały na rewersie wieniec i funkcjonowały jako prezent gwiazdkowy. Emisja z 1927 roku była nakładem czysto kolekcjonerskim.
Korona warta była 5 szylingów lub 60 pensów przed wprowadzeniem reformy dziesiętnej w lutym 1971.

## Współczesne bicia
| Monarcha    | Rok  | Nakład                  | Detal                                        | Skład        |
| ----------- | ---- | ----------------------- | -------------------------------------------- | ------------ |
| Edward VII  | 1902 | 256,020                 | Koronacja                                    | Ster. Silv.  |
| Jerzy V     | 1927 | 15,030 (kolekcjonerska) | "Opleciona" korona                           | 0.500 srebra |
|             | 1928 | 9,034                   | "Opleciona" korona                           | 0.500 srebra |
|             | 1929 | 4,994                   | "Opleciona" korona                           | 0.500 srebra |
|             | 1930 | 4,847                   | "Opleciona" korona                           | 0.500 srebra |
|             | 1931 | 4,056                   | "Opleciona" korona                           | 0.500 srebra |
|             | 1932 | 2,395                   | "Opleciona" korona                           | 0.500 srebra |
|             | 1933 | 7,132                   | "Opleciona" korona                           | 0.500 srebra |
|             | 1934 | 932                     | "Opleciona" korona                           | 0.500 srebra |
|             | 1935 | 714,769                 | Srebrny jubileusz Jerzego V i królowej Marii | 0.500 srebra |
|             | 1936 | 2,473                   | "Opleciona" korona                           | 0.500 srebra |
| Jerzy VI    | 1937 | 418,699                 | Koronacja                                    | 0.500 srebra |
|             | 1951 | 1,983,540               | Festiwal Brytanii                            | Cu/Ni        |
| Elżbieta II | 1953 | 5,962,621               | Koronacja                                    | Cu/Ni        |
|             | 1960 | 1,024,038               | Wystawa brytyjska w Nowym Jorku              | Cu/Ni        |
|             | 1965 | 19,640,000              | Śmierć Sir Winstona Churchilla               | Cu/Ni        |
|             | 1972 |                         | 25 rocznica ślubu królowej Elżbiety II       | Cu/Ni        |
|             | 1977 |                         | Srebrny jubileusz królowej Elżbiety II       | Cu/Ni        |
|             | 1980 |                         | 80 urodziny Królowej-Matki                   | Cu/Ni        |
|             | 1981 |                         | Ślub Karola i Diany                          | Cu/Ni        |